# San Diego (vulkaan)
San Diego is een vulkaanveld in het departement Santa Ana in El Salvador. De berg ligt ongeveer acht kilometer ten zuiden van de plaats Metapán en is ongeveer 781 meter hoog.